# David Koechner
David Michael Koechner (Tipton, Misuri, 24 de agosto de 1962) es un comediante y actor estadounidense. Es más conocido por sus roles en películas como Snakes on a Plane, Final Destination 5, Anchorman: The Legend of Ron Burgundy, Talladega Nights y Get Smart, además de su rol en la versión norteamericana de la serie de comedia The Office.

## Filmografía

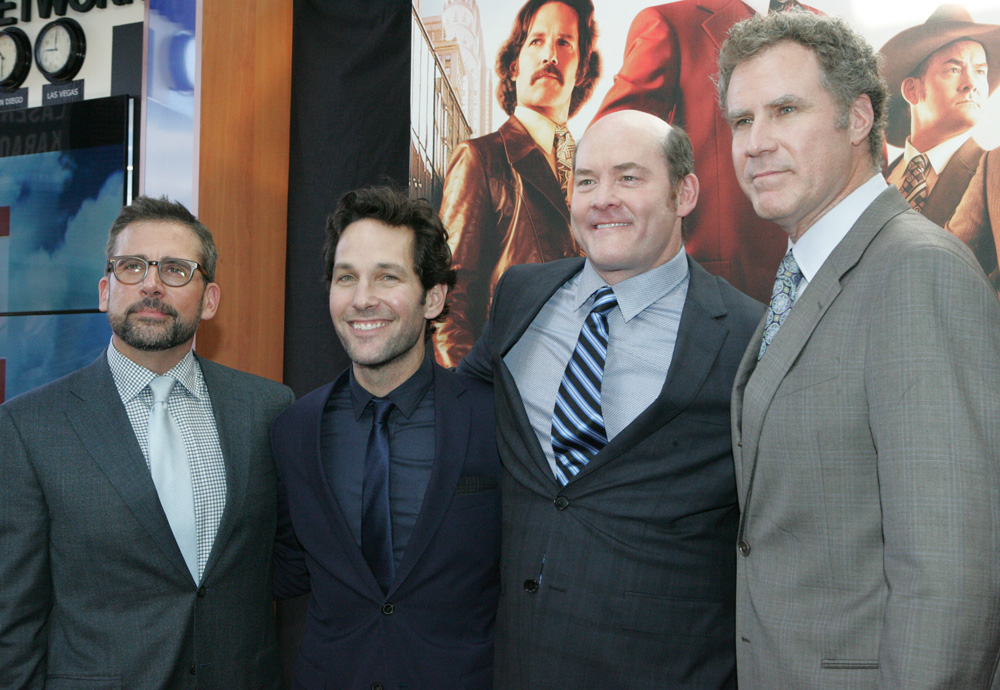
El elenco de The Anchorman en 2013. De izquierda a derecha: Steve Carrell, Paul Rudd, David Koechner y Will Ferrell.

| Año  | Película                                    | Papel                                  | Notas            |
| ---- | ------------------------------------------- | -------------------------------------- | ---------------- |
| 1995 | It's Now... or NEVER!                       | Jay                                    |                  |
| 1997 | Wag the Dog                                 | Director                               |                  |
| 1998 | Dirty Work                                  | Anton Phillips                         |                  |
| 1999 | Man on the Moon                             | Reportero del National Enquirer        |                  |
| 1999 | Austin Powers: The Spy Who Shagged Me       | Copiloto                               |                  |
| 1999 | Dill Scallion                               | Bubby Pearl                            |                  |
| 2000 | Whatever It Takes                           | Virgil Doolittle                       |                  |
| 2000 | Dropping Out                                | Henry                                  |                  |
| 2001 | Out Cold                                    | Stumpy                                 |                  |
| 2001 | Life Without Dick                           | Tío Hurley                             |                  |
| 2002 | Waking Up in Reno                           | Bell Hop                               |                  |
| 2002 | American Girl                               |                                        |                  |
| 2002 | The Third Wheel                             | Carl                                   |                  |
| 2002 | Run Ronnie Run                              | Clay                                   |                  |
| 2003 | My Boss's Daughter                          | Speed                                  |                  |
| 2003 | A Guy Thing                                 | Buck Morse                             |                  |
| 2003 | Soul Mates                                  | Steve                                  |                  |
| 2004 | Anchorman: The Legend of Ron Burgundy       | Champion "Champ" Kind                  |                  |
| 2004 | Wake Up, Ron Burgundy: The Lost Movie       | Champion "Champ" Kind                  |                  |
| 2005 | Yours, Mine and Ours                        | Darrell                                |                  |
| 2005 | Daltry Calhoun                              | Doyle Earl                             |                  |
| 2005 | Here Comes Peter Cottontail: The Movie      | Elroy/Wind                             | Voz              |
| 2005 | The 40-Year-Old Virgin                      | Papá en la Clínica de Salud            |                  |
| 2005 | The Dukes of Hazzard                        | Cooter Davenport                       |                  |
| 2005 | Waiting...                                  | Dan                                    |                  |
| 2006 | Unaccompanied Minors                        | Ernie Wellington                       |                  |
| 2006 | Tenacious D in The Pick of Destiny          | Dependiente en la tienda de excedentes | Escena eliminada |
| 2006 | Let's Go to Prison                          | Shanahan                               |                  |
| 2006 | Snakes on a Plane                           | Rick "Arch" Archibald                  |                  |
| 2006 | Barnyard                                    | Dag                                    | Voz              |
| 2006 | Talladega Nights: The Ballad of Ricky Bobby | Herschell                              |                  |
| 2006 | Thank You for Smoking                       | Bobby Jay Bliss                        |                  |
| 2006 | Larry the Cable Guy: Health Inspector       | Donnie                                 |                  |
| 2007 | The Comebacks                               | Lambeau Fields                         |                  |
| 2007 | Wild Girls Gone                             | Mr. Fremont                            |                  |
| 2007 | Reno 911!: Miami                            | Sheriff de Aspen                       |                  |
| 2007 | Balls of Fury                               | Rick                                   |                  |
| 2008 | Semi-Pro                                    | El comisionado                         |                  |
| 2008 | Drillbit Taylor                             | Padre asustado                         |                  |
| 2008 | Superagente 86                              | Agente Larabee                         |                  |
| 2008 | Sex Drive                                   | Autoestopista                          |                  |
| 2008 | The Perfect Game                            | Charlie                                |                  |
| 2009 | Still Waiting...                            | Dan                                    |                  |
| 2009 | Extract                                     | Nathan                                 |                  |
| 2009 | The Goods: Live Hard, Sell Hard             | Brent Gage                             |                  |
| 2009 | Tenure                                      | Jay Hadley                             |                  |
| 2011 | Paul                                        | Gus                                    |                  |
| 2011 | Final Destination 5                         | Dennis Lapman                          |                  |
| 2011 | A Good Old Fashioned Orgy                   | Vic George                             |                  |
| 2012 | This Means War                              | Ollie                                  |                  |
| 2012 | Piranha 3DD                                 | Chet                                   |                  |
| 2012 | Wedding Day                                 | Pastor Augustus                        |                  |
| 2012 | Hit and Run                                 | Sanders                                |                  |
| 2012 | Small Apartments                            | Detective O'Grady                      |                  |
| 2013 | Behind the Candelabra                       | Fiscal de adopción                     |                  |
| 2013 | A Haunted House                             | Dan Kearney                            |                  |
| 2013 | Cheap Thrills                               | Colin                                  |                  |
| 2013 | Anchorman 2: The Legend Continues           | Champ Kind                             |                  |
| 2014 | Hits                                        | Rich                                   |                  |
| 2014 | No Clue                                     | Ernie                                  |                  |
| 2014 | Hell & Back                                 | Asmodeus                               | Voz              |
| 2015 | Scouts Guide to the Zombie Apocalypse       | Rogers, líder de los Scouts            |                  |
| 2015 | Krampus                                     | Howard                                 |                  |
| 2016 | Priceless                                   | Valle                                  |                  |
| 2017 | I'm Not Here                                | Abogado de papá                        |                  |